# Кијана (митологија)
Кијана (грч. Κυάνη) је у грчкој митологији било име више личности.

## Етимологија
Ово име има значење „азурно плаво“, изведено од речи kyanos.

## Митологија
- У Овидијевим „Метаморфозама“[2], била је најлепша сицилијанска нимфа[3] најада, кћерка[1] или супруга речног бога Анапа и другарица богиње Персефоне. Када је Хад покушао да уграби Персефону, Кијана му се испречила на путу, желећи да је заштити. Међутим, он је гневно потерао коње, уграбио богињу и са њом нестао у процепу земље. Кијана се од бола расточила у воде извора којим је господарила.[3] У Сиракузи се једном годишње прослављао празник баш на том месту, а који је, наводно, успоставио Херакле. Том приликом се бацао бик у воду као жртва.[4]
- Била је кћерка Липара, који је предводио Аусонце у Италији. Када је Еол, Посејдонов син, дошао на Липарска острва, краљ га је оженио својом кћерком и предао му власт. Њих двоје су имали шест синова; Астиоха, Ксута, Андрокла, Феремона, Јокаста и Агатирна.[3] Као њихова деца се помињу и Арна, Лапит, Полимела и Диор. Ову Кијану су помињали Диодор и Хигин.[5]
- Попут претходне две, још једна нимфа[1][3], али је према неким изворима, њено име било Кијанеја.[6]
- Кћи Кијанипа, човека са Сиракузе, који се успротивио увођењу Дионисовог култа. Због тога је био кажњен; једне ноћи, опијен вином, силовао је сопствену кћерку. Кијана је успела да му отме прстен и по њему је сазнала ко је починилац злодела. Убрзо је Сиракузу задесила куга и Аполоново пророчиште је објавило да ће пошаст престати када се жртвује човек који је починио родоскрвнуће. Због тога је Кијана убила оца и себе.[3]

## Биологија
Латинско име ових личности (Cyane) је синоним за род Callithea, односно Asterope у оквиру групе лептира.